# Championnat du Botswana de football 2013-2014
Navigation
Saison précédente Saison suivante
La saison 2013-2014 du Championnat du Botswana de football est la quarante-neuvième édition du championnat de première division au Botswana. Les seize meilleures équipes du pays sont regroupées au sein d’une poule unique où ils s’affrontent deux fois au cours de la saison, à domicile et à l’extérieur. En fin de saison, les trois derniers du classement sont relégués et remplacés par les trois meilleurs clubs de deuxième division.
C'est le club de Township Rollers qui est sacré cette saison après avoir terminé en tête du classement final, avec trois points d’avance sur un duo composé de Botswana Defence Force XI et de Gaborone United. Il s’agit du douzième titre de champion du Botswana de l’histoire du club.

## Qualifications continentales
Le champion du Botswana se qualifie pour la Ligue des champions de la CAF 2015 tandis que le vainqueur de la Mascom Top 8 obtient son billet pour la Coupe de la confédération 2015.

## Les clubs participants
| - Township Rollers - Wonder Sporting Gaborone - Promu de D2 - Mochudi Centre Chiefs - Orapa United - Promu de D2 - Motlakase Power Dynamos - Notwane FC - Botswana Defence Force XI - Satmos FC - Promu de D2 | - ECCO City Green - Nico United - Miscellanous FC - Botswana Meat Commission FC - LCS Extension Gunners - Gaborone United - TAFIC FC - União Flamengo Santos |

## Compétition
Le barème utilisé pour établir le classement est le suivant :
- Victoire : 3 points
- Match nul : 1 point
- Défaite : 0 point

### Classement
| Rang | Équipe                      | Pts | J  | G  | N  | P  | Bp | Bc | Diff |
| ---- | --------------------------- | --- | -- | -- | -- | -- | -- | -- | ---- |
| 1    | Township Rollers            | 64  | 30 | 18 | 10 | 2  | 44 | 14 | +30  |
| 2    | Botswana Defence Force XI   | 61  | 30 | 21 | 4  | 5  | 43 | 14 | +29  |
| 3    | Gaborone United             | 61  | 30 | 17 | 10 | 3  | 43 | 20 | +23  |
| 4    | Mochudi Centre ChiefsT      | 60  | 30 | 18 | 6  | 6  | 49 | 22 | +27  |
| 5    | Nico United                 | 44  | 30 | 12 | 8  | 10 | 44 | 43 | +1   |
| 6    | FC SatmosP                  | 41  | 30 | 12 | 5  | 13 | 43 | 43 | 0    |
| 7    | Wonder Sporting GaboroneP   | 39  | 30 | 11 | 6  | 13 | 32 | 38 | -6   |
| 8    | Motlakase Power Dynamos     | 38  | 30 | 10 | 8  | 12 | 32 | 35 | -3   |
| 9    | Botswana Meat Commission FC | 37  | 30 | 9  | 10 | 11 | 31 | 36 | -5   |
| 10   | LCS Extension Gunners       | 35  | 30 | 10 | 5  | 15 | 32 | 31 | +1   |
| 11   | ECCO City Green             | 34  | 30 | 8  | 10 | 12 | 39 | 39 | 0    |
| 12   | Notwane FC                  | 34  | 30 | 9  | 7  | 14 | 27 | 41 | -14  |
| 13   | Orapa UnitedP               | 33  | 30 | 9  | 6  | 15 | 30 | 45 | -15  |
| 14   | União Flamengo Santos       | 30  | 30 | 9  | 3  | 18 | 39 | 56 | -17  |
| 15   | Miscellanous FC             | 28  | 30 | 7  | 7  | 16 | 25 | 48 | -23  |
| 16   | TAFIC FC                    | 21  | 30 | 6  | 3  | 21 | 29 | 57 | -28  |

|  | Qualification pour la Ligue des champions de la CAF 2015 |
|  | Qualification pour la Coupe de la confédération 2015     |
|  | Relégation directe en deuxième division                  |
|  | T : Tenant du titre P : Promu de D2                      |

## Bilan de la saison
| Championnat du Botswana de football 2013-2014 |                               |
| Champion                                      | Township Rollers (12e titre)  |
| Qualifications continentales                  |                               |
| Ligue des champions de la CAF 2015            | Township Rollers              |
| Coupe de la confédération 2015                | Botswana Defence Force XI     |
| Promotions et relégations                     |                               |
| Promus en Premier League                      | Sankoyo Bush Bucks FC         |
| Promus en Premier League                      | Letlapeng FC                  |
| Promus en Premier League                      | Botswana Railways Highlanders |
| Relégués en Second Division                   | TAFIC FC                      |
| Relégués en Second Division                   | Miscellanous FC               |
| Relégués en Second Division                   | União Flamengo Santos         |